# Jenny Elbe
Jenny Elbe (Karl-Marx-Stadt, 18 de abril de 1990) es una ex atleta alemana especializada en triple salto. Representó a su país en varias competiciones internacionales, habiendo llegado a la final del Campeonato Europeo de Atletismo en Pista Cubierta de 2013 y del Campeonato Europeo de Atletismo de 2014.

## Carrera
Comenzó a competir en 1998 en las divisiones infantiles, cadetes y juveniles de atletismo del equipo polideportivo Dresdner SC 1898, participando en su primer torneo en 2006, donde llamó la atención al lograr alzarse como campeona juvenil sub-18 en triple salto. Hasta 2009, Elbe era estudiante en la Escuela Superior de Deportes en Dresde. Posteriormente pasó a estudiar Química alimentaria en la Universidad Técnica de Dresde, carrera que completó a finales de 2017.
En el Campeonato Mundial Junior de Atletismo de 2008, celebrado en la ciudad polaca de Bydgoszcz, alcanzó el décimo lugar en la clasificación, tras conseguir un salto de 13,01 metros. Al año siguiente se llevó la medalla de bronce en el Campeonato Europeo Junior de Atletismo de Novi Sad (Serbia).
En 2010 y 2011, Elbe se convirtió en campeón juvenil de Alemania. En el Campeonato Europeo de Atletismo Sub-23 celebrado en República Checa, quedó cuarta. En 2012, Elba superó su marca personal al alcanzar llegar más lejos de los 14 metros de longitud, lo que le valió quedar segunda en el campeonato alemán de pista cubierta de Karlsruhe. En el campeonato europeo, celebrado poco después en Helsinki, quedó en decimocuarta plaza, fuera de la ronda final, tras saltar 13,98 metros.
En 2013, Elbe se convertía en campeona de Alemania, primero en pista cubierta en Dortmund, y nuevamente en Ulm. El mismo año, en el Campeonato Europeo de Atletismo en Pista Cubierta de Gotemburgo alcanzó el séptimo lugar. En 2014 ganó la medalla de bronce en el Campeonato Europeo de Atletismo por Naciones de Brunswick (Alemania), con 14,01 m. Menos relevante fue su función en el Campeonato Europeo de Atletismo de Zúrich, donde quedó undécima con una marca de 13,68 metros, una longitud que igualaría al año siguiente en la Universiada de 2015 celebrada en Gwangju (Corea del Sur), y que le valió la medalla de plata.
En 2016, Elba volvió a ser campeón de Alemania en pista cubierta. En la reunión de jóvenes de DSC el 14 de mayo de 2016 en Dresde, volvió a mejorar su marca personal con 14,28 m, convirtiéndose en la sexta mejor alemana de salto triple de todos los tiempos. En el Campeonato Europeo de Atletismo de Amsterdam Elbe quedó séptimo con 14,08 m. Consiguió clasificarse para los Juegos Olímpicos de Río de Janeiro, donde no pasó más allá de la ronda clasificatoria, al quedar decimotercera, a un puesto de llegar a la final -pasaban las doce primeras-, con un salto máximo de 14,02 metros.
En 2017, Elbe volvió a ganar el título del campeonato en pista cubierta. En el Campeonato Europeo de Atletismo en Pista Cubierta en Belgrado, saltó su mejor marca personal en la clasificación con 14,27 metros, consiguiendo terminar como la sexta mejor en la final. Debido a una lesión en la rodilla, Elbe tuvo que terminar la temporada al aire libre prematuramente por orden de los médicos y aprovechó el tiempo para retomar sus estudios universitarios y graduarse.
A finales de enero de 2018, Elbe tuvo que cancelar parte de su temporada deportiva por una lesión en el talón. Lejos de recuperarse, la mejora fue lenta y tuvo que saltarse varias citas del calendario. Ante la posibilidad de fallar en más competiciones, decidió curarse en salud y retirarse como profesional a finales de 2019.

## Resultados por competición

### Por temporada
| Representando a Alemania | Representando a Alemania                          | Representando a Alemania | Representando a Alemania | Representando a Alemania |
| ------------------------ | ------------------------------------------------- | ------------------------ | ------------------------ | ------------------------ |
| Año                      | Competición                                       | Lugar                    | Puesto                   | Marca                    |
| 2008                     | Campeonato Mundial Junior de Atletismo            | Bydgoszcz                | 10.ª                     | 13,01 m.                 |
| 2009                     | Campeonato Europeo de Atletismo Sub-20            | Novi Sad                 | 3ª                       | 13,55 m.                 |
| 2011                     | Campeonato Mundial de Atletismo Sub-23            | Ostrava                  | 4ª                       | 13,736 m.                |
| 2011                     | Universiada                                       | Shenzhen                 | 8ª                       | 13,73 m.                 |
| 2012                     | Campeonato Europeo de Atletismo                   | Helsinki                 | 14.ª (q)                 | 13,98 m.                 |
| 2013                     | Campeonato Europeo de Atletismo en Pista Cubierta | Gotemburgo               | 7ª                       | 13,81 m.                 |
| 2014                     | Campeonato Europeo de Atletismo por Naciones      | Brunswick                | 3ª                       | 14,01 m.                 |
| 2014                     | Campeonato Europeo de Atletismo                   | Zúrich                   | 11.ª                     | 13,68 m.                 |
| 2015                     | Universiada                                       | Gwangju                  | 2ª                       | 13,86 m.                 |
| 2016                     | Campeonato Europeo de Atletismo                   | Ámsterdam                | 7ª                       | 14,08 m.                 |
| 2016                     | Juegos Olímpicos                                  | Río de Janeiro           | 13.ª (q)                 | 14,02 m.                 |
| 2017                     | Campeonato Europeo de Atletismo en Pista Cubierta | Belgrado                 | 6ª                       | 14,12 m.                 |

### Mejores marcas
| Disciplina                    | Marca (m.) | Lugar    | Fecha              |
| ----------------------------- | ---------- | -------- | ------------------ |
| Triple salto (exterior)       | 14,28      | Dresde   | 14 de mayo de 2016 |
| Triple salto (pista cubierta) | 14,27      | Belgrado | 3 de marzo de 2017 |